# 音楽 (東京事変のアルバム)
『音楽』(ミュージック) は、2021年6月9日にユニバーサルミュージックより発売された日本のバンド・東京事変のオリジナル・アルバム（フルアルバムとしては6枚目、通算では8枚目）。前作『ニュース』以来約1年2ヶ月振りのアルバムであり、フルアルバムとしては『大発見』以来約10年ぶりの発表となる。

## 背景
2012年に一時解散した東京事変は、2020年1月1日に公式Twitter・ホームページ上にてバンドの「再生」を発表し、活動を再開した。その後2021年4月23日、活動再開後初のフルアルバムとなる本作を、「ロックの日」である6月9日にリリースすることを発表した。同時にアルバムのジャケットと、東京事変の新たなアーティスト写真も公開され、さらにアルバムの特設サイトもオープンした。その後5月13日には、3月末に先行配信した「緑酒」のミュージックビデオをYouTubeにて公開し、発売が迫る6月3日にはYouTubeにて、本作のティザー映像「MUSIC」を公開した。

## 制作
アルバムの制作自体はバンド再生発表前の2018年からスタートしており、最初に「緑酒」「赤の同盟」が完成した。その後も断続的に楽曲制作は行われ、2020年1月1日に正式にバンドの再生が発表された。(YouTube特番より)
アルバムは、2020年の時点で「出そうと思えば出せる」状態であったといい、椎名がメンバーからバトンを渡された後は椎名個人の作業だった。その後椎名は少し時間を置き、アルバムで初めて収録される曲に関しては、翌年2021年の1月から3月に詞を書いて、歌を録って、全体を仕上げた。椎名はインタビューで、「建造物を新しく建てるとき、その外壁に現地の砂を混ぜるように、作詞段階で現地の砂を混ぜて仕上げるというのが、ずっと変わらない自分のやり方」としており、「今回は、砂に混ざっている危険物が減るのを、待ちたかったのかもしれません」と述べている。

## 音楽性
本アルバムは、ヒップホップ、ファンク、ソウル、ロックなどの様々なジャンルを内包している。また特に前半部分においてファンク色が強く打ち出されている。椎名はこれに対し、「コードワークに対するメロディメイクでいったら、ファンクというよりも、どっちかというとジャズなのかもしれないです。」と述べている。

## リリースとプロモーション
本アルバムは、通常盤と初回限定盤の2種で発売された。初回限定盤は特製ハードケース仕様となり、メンバーの制作風景を追った40ページの写真帖「仕事中」が封入されるほか、配信のみでリリースされてファンからCD化が望まれていた3曲入りマキシシングル「赤の同盟」のCDが付属する。また各チェーン店ではポスター、メガジャケット、ポストカードといった購入先着特典が用意された。
またバンドメンバーは、アルバム発売に前後して多数のメディアに出演した。5月14日にミュージック・ステーションに出演すると、先行配信した新曲「緑酒」をテレビ初披露。6月4日には、YouTubeにてトーク番組「東京事変の花金ナイト『アジトなう。』」が生配信され、東京都内の某所メンバーの椎名林檎、亀田誠治、刄田綴色、浮雲、伊澤一葉が集まり、待望の新作にまつわる5人の思いが明かされた。アルバム発売前日6月8日夜には、テレビ東京系「WBS」に椎名林檎がインタビュー出演した。アルバム発売後の6月10日には、NHK総合にて東京事変の特番「NHK MUSIC SPECIAL 東京事変 ～人類と快楽～」が放送。番組では、「永遠の不在証明」「丸ノ内サディスティック」や、本作に収録されている「闇なる白」「緑酒」の4曲がフルサイズでパフォーマンスされた。6月11日からは、4週連続YouTube企画「東京事変の花金ナイト」がスタートした。6月13日には、テレビ朝日系「関ジャム 完全燃SHOW」にて東京事変特集が放送された。ゲストとして、King Gnuの常田大希や勢喜遊らが出演した。6月18日には再びミュージック・ステーションに登場し、本アルバムから「銀河民」を披露した。さらに翌日6月19日には、スペースシャワーTVにて特番「V.I.P. -東京事変-『スペシャのヨルジュウ♪』SPECIAL」が放送された。番組には東京事変から椎名林檎、伊澤一葉、浮雲が登場が登場し、ハマ・オカモト（OKAMOTO'S）とR-指定（Creepy Nuts）とともに関するトークを行った。7月に入ると、14日にフジテレビ系音楽特番「2021 FNS歌謡祭 夏」に、17日にTBS系音楽特番「音楽の日2021」に 出演し、本作収録曲を披露した。
2023年現在、本アルバムを引っ提げたツアーは行われていない。

## チャート成績
本アルバムは発売初週に、Billboard JapanにてCD売上2位 (43,599枚)、デジタル1位 (4,363DL) を獲得し、総合アルバムチャート「Hot Albums」で初登場2位を記録した。またオリコン「週間アルバムランキング」では初週42,904枚を売り上げ、2位で初登場を果たした。

## 収録曲

### 各曲解説
本作は、椎名が2019年に発表したアルバム『三毒史』の地続きのようなアルバムとなっているため、奇数曲に男性ボーカルが参加している（『三毒史』では偶数曲に男性ボーカルが参加）。なお収録曲のタイトルの多くに色名が入ってることに対して、椎名は「タイアップ作品の都合で、たまたま赤と青ができてしまって。まだ音楽というテーマもアルバムタイトルも決めていなくて、『カラフルな音楽にするのもいいなぁ』とだんだん思った」と話している。またフルアルバムとしては初めて全編英語詞の曲が収録されていない。
1. 孔雀（Peacock）
『三毒史』収録の「鶏と蛇と豚」へのアンサーソング[注 2]。初となる浮雲と椎名による共作曲で、メンバーを五臓に例えたラップから般若心経を唱えるパートに入る。椎名曰く｢どうにかして1曲目にしたかった曲｣とのこと。
本楽曲の前半部分と「一服」を合わせたティザー映像「MUSIC」が2021年6月4日に公開された。
2. 毒味（Foretaste）
初期の段階で制作された曲。
歌詞の一部分は羽生善治のことを指しており、椎名曰く「この曲は羽生善治へのラブレター」とのこと。
3. 紫電（Lightning）
歌詞は椎名が親世代として若者にこうあって欲しいと考えてできたもの。曲の後半の部分が「緑酒」のMVのエンドクレジットに使用された。
仮タイトルは「蟹座1位」。伊澤曰く「楽曲製作時に珍しく自分の星座の蟹座が占いで1位の日が続いたから」。
4. 命の帳（Veil Of Life）
2020年11月13日に配信限定シングルとして先行配信されていた楽曲。
テレビ東京系ドラマパラビ『38歳バツイチ独身女がマッチングアプリをやってみた結果日記』主題歌。
5. 黄金比（The Golden Ratio）
椎名が作詞の際に作曲者の浮雲にどんな歌詞がいいか尋ねたところ、「普通でいいよ。普通のラブソングで」と言われたため男女の恋を描く歌詞に仕上がった。
6. 青のID（Blue Period）
2020年11月6日に配信限定シングルとして先行配信されていた楽曲。映画『さくら』主題歌。
2020年12月25日に放送された『ミュージックステーション ウルトラスーパーライブ2020』では「閃光少女」とともに披露された。
椎名は「自分が作曲したのに、作詞に苦労した」と話している。仮タイトルは「チャールストン」。また配信された当初は外国語のタイトルを「Período Azul」というスペイン語で表記していたが、本作では英語に変更されている。
7. 闇なる白（Whiteout）
2021年1月23日に配信限定シングルとして先行配信されていた楽曲。NHK総合ドラマ10『ドリームチーム』主題歌。
公式YouTubeの東京事変ティザー映像「Up,Up,and away! 2〇2〇」にて間奏部分が引用されている。所謂、『三毒史』の「TOKYO」と同じくアルバムのお臍（1番苦しい所）として位置付けられている。
8. 赤の同盟（Red Alliance）
2020年8月12日に配信限定シングルとして先行配信された楽曲。日本テレビ系水曜ドラマ『私たちはどうかしている』主題歌。また同年8月14日にミュージック・ビデオが公開された。
なお本作の初回限定盤にてシングルCD『赤の同盟』も付属で収録されている。また配信された当初は外国語のタイトルを「Alianza de sangre」というスペイン語で表記していたが、本作では英語に変更されている。
9. 銀河民（The Galactic Man）
初となる伊澤と浮雲による共作曲。「某都民」、「選ばれざる国民」に続く「民」シリーズの第3弾で、過去2曲の例に漏れず椎名、浮雲、伊澤のトリプルボーカルの楽曲となっている。歌詞の一部が韓国語になっているのは浮雲に歌ってもらうためとのこと。
10. 獣の理 （View Of Life）
2021年3月16日にサムザップ・ドリコム・ブシロードの三社共同メディアミックスプロジェクト「D_CIDE TRAUMEREI（ディーサイドトロイメライ）｣のテーマソングとして公式YouTubeのティザー映像で公開。フルバージョン音源は初収録となる。
また同タイトルのアニメ、ゲームの主題歌も担当。去年辺りに作曲されて、仮タイトルは「ルネッサンス」。
11. 緑酒（Awakening）
本作のリード曲。2021年3月30日に配信限定シングルとして先行配信されており、同年5月13日にミュージック・ビデオが公開された。
テレビ東京『ワールドビジネスサテライト』のリニューアル放送初回にあたる2021年3月29日から使用されるエンディング曲として書き下ろされた楽曲。「書き下ろしに当たり、（同番組メインキャスターの一人である）大江麻理子氏からいただいたお便りの心強さと言ったら。大いに鼓舞していただき思い切り取り組むことができました」と謝辞を述べ、「我々現役世代の肩に押しかかる重みを分かち合いたい」「遠くない将来、緑酒の盃を交わす瞬間を迎えられるよう我々も努めます、共に凛と参りましょう」とコメントしている[26]。同番組エンディング曲として2022年4月1日放送まで使用された。
2021年のNHK総合『第72回NHK紅白歌合戦』で披露された。
12. 薬漬（Overdose）
本作のストーリーとしてのラストに位置付けられる曲。
13. 一服（Breather)
12曲を終えてのエンドロールの役割を担う曲であり、椎名がファンへ強く思いを込めた歌詞になっている。
この曲に限り、椎名一人で編曲を手掛けている。

全作詞：椎名林檎　全編曲：東京事変（「一服」を除く）、椎名林檎（「一服」）
| #         | タイトル     | 作詞      | 作曲          | 時間 |
| --------- | ------------ | --------- | ------------- | ---- |
| 1.        | 「孔雀」     |           | 浮雲 椎名林檎 | 1:59 |
| 2.        | 「毒味」     |           | 亀田誠治      | 4:03 |
| 3.        | 「紫電」     |           | 伊澤一葉      | 3:38 |
| 4.        | 「命の帳」   |           | 伊澤一葉      | 3:38 |
| 5.        | 「黄金比」   |           | 浮雲          | 4:17 |
| 6.        | 「青のID」   |           | 椎名林檎      | 3:44 |
| 7.        | 「闇なる白」 |           | 伊澤一葉      | 3:03 |
| 8.        | 「赤の同盟」 |           | 伊澤一葉      | 4:09 |
| 9.        | 「銀河民」   |           | 浮雲 伊澤一葉 | 4:08 |
| 10.       | 「獣の理」   |           | 亀田誠治      | 2:56 |
| 11.       | 「緑酒」     |           | 伊澤一葉      | 4:06 |
| 12.       | 「薬漬」     |           | 伊澤一葉      | 3:08 |
| 13.       | 「一服」     |           | 椎名林檎      | 2:14 |
| 合計時間: | 合計時間:    | 合計時間: | 45:10         |      |

| #         | タイトル     | 作詞      | 作曲     | 時間 |
| --------- | ------------ | --------- | -------- | ---- |
| 1.        | 「赤の同盟」 |           | 伊澤一葉 | 4:09 |
| 2.        | 「名実共に」 |           | 伊澤一葉 | 3:20 |
| 3.        | 「玉座の罠」 |           | 浮雲     | 3:09 |
| 合計時間: | 合計時間:    | 合計時間: | 10:32    |      |

## タイアップ
| 起用年 | 楽曲     | タイアップ                                                                                 |
| ------ | -------- | ------------------------------------------------------------------------------------------ |
| 2020年 | 赤の同盟 | 日本テレビ系水曜ドラマ『私たちはどうかしている』主題歌                                     |
| 2020年 | 青のID   | 映画『さくら』主題歌                                                                       |
| 2020年 | 命の帳   | テレビ東京系ドラマパラビ『38歳バツイチ独身女がマッチングアプリをやってみた結果日記』主題歌 |
| 2021年 | 闇なる白 | NHK総合ドラマ10『ドリームチーム』主題歌                                                    |
| 2021年 | 緑酒     | テレビ東京系『ワールドビジネスサテライト』エンディングテーマ                               |
| 2021年 | 獣の理   | D CIDE TRAUMEREI ゲームテーマソング・TVアニメオープニング                                  |